# 天主教阿瓦薩宗座代牧區
天主教阿瓦薩宗座代牧區（拉丁語：Vicariatus Apostolicus Avasanus）是埃塞俄比亞一個羅馬天主教宗座代牧區，直屬教廷。
代牧區範圍包括埃塞俄比亞南部，教座位於阿瓦薩。2010年有教友190,575人、十九個堂區、四十七名司鐸。現任宗座代牧為喬瓦尼·米里奧拉特。
1937年3月25日設納格內監牧區。1969年10月15日易名阿瓦薩監牧區。1979年3月15日升為代牧區。